# Salto del Agua
Salto del Agua är en ort i Mexiko.   Den ligger i kommunen Heroica Ciudad de Huajuapan de León och delstaten Oaxaca, i den sydöstra delen av landet, 230 km sydost om huvudstaden Mexico City. Salto del Agua ligger 1 687 meter över havet och antalet invånare är 130.
Terrängen runt Salto del Agua är kuperad. Runt Salto del Agua är det ganska glesbefolkat, med 24 invånare per kvadratkilometer. Närmaste större samhälle är Ciudad de Huajuapan de León, 2,9 km nordost om Salto del Agua. I omgivningarna runt Salto del Agua växer huvudsakligen savannskog.